# Pandemie covidu-19 v Asii
Pandemie covidu-19 v Asii vypukla dne 1. prosince 2019, kdy se objevil první případ v čínském městě Wu-chan. K 30. dubnu 2020 měla už téměř každá země, s výjimkou Severní Koreje a Turkmenistánu, alespoň jeden potvrzený případ nemoci covidu-19.

## Výskyt
Za hlavní ohnisko nákazy nemoci covid-19 se považoval velkoobchodní trh s mořskými plody Chua-nan v centru Wu-chanu, se kterým je přímo spojeno 66 % ze všech 41 prvních nakažených. U prvních tří známých čínských pacientů však žádná spojitost s tímto trhem nebyla prokázána. Podle článku South China Morning Post, který se pokoušel zjistit, kdo byl pacientem číslo jedna, bylo devět případů nákazy zachyceno už v listopadu, z toho první už 17. listopadu 2019.